# Баймакская соборная мечеть
Баймакская соборная мечеть (баш. Баймаҡ йәмиғ мәсете) — соборная мечеть города Баймак (Башкортостан).

## История
Мечеть была построена в 1997 году по инициативе мусульманского религиозной организации города Баймак. Действует с 1998 года. Находится в управлении муфтията Башкортостана. Минарет мечети выполнен по образцу Караван-сарая. В мечети два молитвенных зала.

## Мечеть сегодня
В мечети проводятся курсы по изучению арабского языка. Проводятся заседания мухтасибата. Есть библиотека.